# Bernières-le-Patry
Pour les articles homonymes, voir Bernières et Patry.
Bernières-le-Patry est une ancienne commune française, située dans le département du Calvados en région Normandie, devenue le 1er janvier 2016 une commune déléguée au sein de la commune nouvelle de Valdallière.
Elle est peuplée de 524 habitants.

## Géographie
La commune se situe au sud du Bocage virois et est limitrophe du département de l'Orne. L'atlas des paysages de la Basse-Normandie partage la commune entre, au sud, l'unité des hauts pays de l’ouest ornais et du Mortainais située majoritairement au nord-ouest du département de l'Orne et caractérisée par un « paysage rude, marqué  par un relief complexe modelé par les cours d’eau qui en divergent comme d’un château d’eau » et, au nord, l'unité du bassin de Vire caractérisée par « un moutonnement de basses collines schisteuses […] ordonnées en bandes alignées à l’est ». Son bourg est à 6 km au nord de Tinchebray, à 13 km à l'est de Vire, à 16 km au nord-ouest de Flers et à 17 km à l'ouest de Condé-sur-Noireau.
Son territoire est traversé d'est en ouest par la ligne Paris-Granville qui y desservait une gare. La route départementale 57 relie le bourg, central, à la départementale 512 reliant Vire à Condé-sur-Noireau (ancienne RN 812) au nord, et Tinchebray, par Saint-Quentin-les-Chardonnets au sud.
Sa principale rivière, la Diane, un affluent du Noireau, traverse la commune de l'ouest au sud-est. Son affluent, la Jouvine, fait fonction de limite départementale sur tout le sud du territoire. Entre ces deux cours d'eau, la Roquette collecte les eaux du centre-sud de la commune, tandis que le nord et le nord-est sont drainés par le ruisseau de Rully, ces deux ruisseaux confluant avec la Diane sur le territoire communal. Contrairement à ses voisines occidentales (Truttemer-le-Grand et Viessoix) qui sont majoritairement dans le bassin de la Vire, Bernières est en totalité dans le bassin de l'Orne.
Le point culminant (270 m) se situe en limite de Truttemer-le-Grand, au sud-ouest, près du lieu-dit les Mottes Morin. Le point le plus bas (152 m) correspond à la sortie de la Diane du territoire, au sud-est. La commune est bocagère.
Le climat est océanique, comme dans tout l'Ouest de la France. La station météorologique la plus proche est Caen-Carpiquet, à 46 km, mais Alençon-Valframbert et Granville-Pointe du Roc sont à moins de 75 km. Le Bocage virois s'en différencie toutefois pour la pluviométrie annuelle qui, à Bernières-le-Patry, avoisine les 1 000 mm.
Les lieux-dits sont, du nord-ouest à l'ouest, dans le sens horaire : la Petite Rochelle, la Rochelle, les Landes, la Rousselière, Carcelle, les Vallées, Montfroux (au nord), le Parc, le Buisson, le Bourg, les Carrières, l'Ébaudière, la Brouillerie, la Roche Chauvin, la Pilière, la Bazourdière, la Vallerie, le Bieu, les Planches, Fréval (à l'est), la Barberie, Sur le Mont, la Sallerie, la Poutellière, le Mesnillet, le Quezeril (au sud), Belle Fontaine, la Masure, la Mauberdière, la Rufaudière, la Fresnaye, la Restourdière, les Mottes Morin, Goupillet, la Roquette, la Planche, le Manoir, Carpiquet, le Grésillon (à l'ouest), Noron, les Vaux, la Houellerie, Moulin Noron, et le Hamel Collet.
| Viessoix (comm. nouv. de Valdallière)              | Chênedollé (comm. nouv. de Valdallière) | Rully (comm. nouv. de Valdallière) |
| Truttemer-le-Grand (comm. nouv. de Vire-Normandie) | Bernières-le-Patry                      | Rully (comm. nouv. de Valdallière) |
| Truttemer-le-Petit (comm. nouv. de Vire-Normandie) | Saint-Quentin-les-Chardonnets (Orne)    | Clairefougère (comm. nouv. de Montsecret-Clairefougère, Orne, par un angle), Montsecret (comm. nouv. de Montsecret-Clairefougère, Orne) |

## Toponymie
Le nom de la localité est attesté sous la forme Berneriis et Bernières en 1164, de Berneriis la Paty au XIIIe siècle.
Vraisemblablement en rapport avec l'ancien français berne ou  baherne, atelier pour la fabrication du sel par évaporation », d'où bernerie latinisé en bernaria.
Selon René Lepelley, le toponyme semblerait être hérité d'une base prélatine *brenn évoquant une terre humide, adjoint du suffixe -aria (« présence… »). Patry serait un patronyme.
Le gentilé est Bernièrois.

## Histoire
La seigneurie de Bernières-le-Patry a été possédée par plusieurs familles au Moyen Âge.
Au milieu du XIIe siècle, Alvérède de Vassy, seigneur de Vassy et de la Forêt Auvray en 1165 et 1169, épousa en secondes noces la fille du seigneur de Bernières, qui lui apporta ce fief. Leur fils Guillaume de Vassy possédait au début du siècle suivant Bernières et plusieurs fiefs à Vassy et Rully.
Guillaume Patry, vivant en 1271 et 1315, seigneur de Culey-le-Patry, Estry, Montilly et Vassy, possédait aussi le fief de Bernières, qui dès lors allait s'appeler Bernières-le-Patry.
En 1349, Guillaume Patry le jeune est seigneur de Bernières-le-Patry, Culey-le-Patry, Estry, Montilly et Vassy.
En 1403, Guillaume du Parc, chevalier, acheta avec son fils Robert la seigneurie de Bernières-le-Patry.
En 1472, Jean du Parc, chevalier, seigneur de Bernières-le-Patry, rendit aveu de son fief au roi en ces termes : « Le fief de Bernières, quart de haubert, a son chef assis en Bernières et s'étend sur les paroisses de Moncy, Clairefougère et Vassy. Il y a dessus gage-plège, court et usage, et il vaut environ 20 livres, 26 boisseaux de froment, 50 d’avoine et 4 de seigle, 93 poules et 400 œufs de rente annuelle. On y trouve un moulin à blé valant environ 100 sols par an, un moulin fouleur à draps valant environ 12 sols par an, un bois dîmable sans tiers ni danger valant environ 60 sols par an, un domaine avec court et services valant environ 6 livres par an. Ce fief comprend les patronages de Bernières et Clairefougère, dont dépend la chapelle Notre-Dame des Espinets. De ce fief dépend un huitième de fief à court et usage appelé Gourguesson ou Rouvel, sur lequel il y a domaine, manoir, moulin et autres rentes, valant environ 25 livres de rente annuelle. Du fief de Bernières dépend également un huitième de fief appelé le Mesnillet, auquel il y a gage-plège, court et usage, et sur lequel il y a domaine, moulin, manoir et autres rentes, valant en tout environ 20 livres par an. Ce fief donne le droit de présenter le curé de la grande portion de Bernières ».
En 1508, son fils Bertrand du Parc, chevalier, seigneur de Bernières-le-Patry, Chênedollé, Beaumanoir, la Rochelle, Verdun, baron des Cresnays, épousa Renée des Escottais, baronne d'Ingrandes et Azé, dans l'Anjou et le Maine.
Leur fils Adrien du Parc, chevalier, seigneur de Bernières-le-Patry, baron d'Ingrandes, seigneur d'Azé, Chênedollé, Viessoix, la Basse Rochelle, les Vaux, la Roque, les Landes, la Rousselière, le Port et les Grippes, épousa Guillemette de Pellevé vers 1530.
Leur petit-fils René du Parc, seigneur de Bernières-le-Patry, baron d'Ingrandes, mourut sans postérité au début du XVIIe siècle.
La seigneurie de Bernières-le-Patry revint alors à Jean de la Roque, époux de Bertrande du Parc. Ce fief demeura dans cette famille jusqu'à la Révolution.

## Politique et administration
Le conseil municipal était composé de quinze membres dont le maire et deux adjoints. Ces conseillers intègrent au complet le conseil municipal de Valdallière le 1er janvier 2016 jusqu'en 2020 et Frédéric Brogniart devient maire délégué. Élu maire de Valdallière en mai 2020, il cède alors sa place de maire délégué à François Hamel.

## Démographie
En 2021, la commune comptait 524 habitants. Depuis 2004, les enquêtes de recensement dans les communes de moins de 10 000 habitants ont lieu tous les cinq ans (en 2007, 2012, 2017, etc. pour Bernières-le-Patry) et les chiffres de population municipale légale des autres années sont des estimations.
Bernières-le-Patry a compté jusqu'à 1 568 habitants en 1851.
| 1793  | 1800  | 1806  | 1821  | 1831  | 1836  | 1841  | 1846  | 1851  |
| ----- | ----- | ----- | ----- | ----- | ----- | ----- | ----- | ----- |
| 1 464 | 1 132 | 1 461 | 1 419 | 1 423 | 1 510 | 1 547 | 1 563 | 1 568 |

| 1856  | 1861  | 1866  | 1872  | 1876  | 1881  | 1886  | 1891  | 1896 |
| ----- | ----- | ----- | ----- | ----- | ----- | ----- | ----- | ---- |
| 1 500 | 1 502 | 1 504 | 1 344 | 1 268 | 1 122 | 1 136 | 1 075 | 973  |

| 1901 | 1906 | 1911 | 1921 | 1926 | 1931 | 1936 | 1946 | 1954 |
| ---- | ---- | ---- | ---- | ---- | ---- | ---- | ---- | ---- |
| 952  | 907  | 870  | 757  | 761  | 784  | 737  | 712  | 684  |

| 1962 | 1968 | 1975 | 1982 | 1990 | 1999 | 2007 | 2012 | 2017 |
| ---- | ---- | ---- | ---- | ---- | ---- | ---- | ---- | ---- |
| 691  | 658  | 532  | 512  | 485  | 502  | 544  | 563  | 548  |

| 2019 | - | - | - | - | - | - | - | - |
| ---- | - | - | - | - | - | - | - | - |
| 529  | - | - | - | - | - | - | - | - |

## Lieux et monuments
- Église Saint-Gerbold (XIXe siècle) et petit campanile adjacent. Il comprend l'ancienne cloche de la chapelle de la Roque. Elle présente cette inscription, que l'on peut lire sur place : « l'an 1836 j'ai ete benite par m marie cure de bernieres et nommee louise par m achille dumont de la rochelle ecuyer ex officier de cavallerie et par dame louise patard epouse de m le thessier maire de bernieres et fondus pour la chapelle de m lebaudy francois. faite par viel tetrel et viel ozenne freres fondeurs a villedieu manche ».
- Le château de la Rochelle (XIXe siècle), inscrit au titre des Monuments historiques depuis le 24 août 2005[27].

## Personnalités liées à la commune
- Margarin de La Bigne (vers 1546 à Bernières-le-Patry - vers 1595), théologien, spécialiste de patristique.
- Louis-Philippe Dumont (1765 à Bernières - 1853 à Bernières), fils d'un laboureur, député de la Convention, qui fut l'époux de Marie-Louise O'Murphy en 1798, et dont la tombe est au cimetière de la commune[28].
- Famille Lebaudy, comprenant un ensemble de personnalités françaises ayant construit, au XIXe siècle, une grande fortune dans le raffinage du sucre, laquelle a eu des répercussions sur le monde de la finance et de la politique entre 1860 et 1950.
- Thomas A. Hudson Jr (1918-1955), commandant de l'US Air Force. Alors qu'il survolait la commune à bord de son P47 le 10 août 1944, son avion a été abattu et s'est écrasé au lieudit le Bisson. Fait prisonnier par les Allemands, il a été mené à Paris et a été libéré peu après[29].